# Giuseppe Mazzini
Giuseppe Mazzini (Gênova, 22 de junho de 1805 – Pisa, 10 de março de 1872) foi um político, maçom e revolucionário da unificação italiana.

## História
Em 1830, tornou-se membro da Carbonária, uma sociedade secreta com objetivos políticos. A sua atividade revolucionária o obrigou a refugiar-se em Marselha, onde organizou um novo movimento político chamado Jovem Itália. O lema da sociedade era "Deus e o povo" e o seu objetivo era a união dos estados italianos numa única república, que seria a única condição possível de libertar o povo italiano dos invasores estrangeiros. O objetivo republicano e unitário deveria ser conseguido com uma insurreição popular. Mazzini fundou outros movimentos políticos pela libertação e unificação de outros estados europeus: a Jovem Alemanha, a Jovem Polônia e por fim a Jovem Europa.
Do exílio, Mazzini continuou a perseguir o seu objetivo, em meio à adversidade com inflexível constância. Todavia, a sua importância foi mais ideológica que prática. Depois do fracasso da revolução de 1848, durante a qual Mazzini esteve à frente da breve experiência da República de Roma, os nacionalistas começaram a ver no rei de Sardenha e em Camilo Benso, Conde de Cavour, os líderes do movimento de reunificação. Isto significou separar a unificação da Itália da reforma social e política proposta por Mazzini.
Cavour foi hábil na construção de uma aliança com a França e na condução de uma série de guerras que levaram ao nascimento do estado italiano entre 1859 e 1861, mas a natureza política do novo Estado estava bem longe da república de Mazzini.
Mazzini jamais aceitou a monarquia e continuou a lutar pela sua "doutrina simultaneamente mística e republicana, recusando aliança com o socialismo marxista". Em 1870, foi de novo preso e condenado ao exílio, mas ele retorna, com nome falso, a Pisa, onde viveu até sua morte em 1872. O seu corpo foi embalsamado para o professor Paolo Gorini.
Os seus escritos foram publicados pelo editor G. Daelli, de Milão, em 18 volumes, dos quais 7 foram revistos por Mazzini.
Foi Nietzsche quem escreveu: "Um grande homem, na linguagem corrente, não precisa ser bom nem nobre — eu não tenho memória que a um só homem neste século tenham sido dados estes três qualificativos, mesmo pelos seu inimigos: Mazzini."

## Críticas
Karl Marx, falando a R. Landor em 1871, disse que as ideias de Mazzini representavam nada mais que a velha ideia de uma república das classes médias. Marx acreditava que após a revolução de 1848 a classe média adotara um ponto de vista reacionário e nada mais tinha a ver com o proletariado.

## Unificação europeia
Mazzini advogava a formação dos Estados Unidos da Europa, como consequência natural da unificação italiana. Sua ideia antecedeu em um século a formação da União Europeia.

## Publicações
- Atto di fratellanza della Giovane Europa (1834), em Giuseppe Mazzini, Edizione nazionale degli scritti., Imola, s.e., 1908, vol. 4, pag. 3.
- Dei doveri dell'uomo. Fede e avvenire, editado por Paolo Rossi; Ugo Mursia Editore, 2008. ISBN 978-88-425-4172-1.
- Doveri dell'Uomo 2011 Editori Riuniti university press - Roma ISBN 978-88-6473-039-4.
- Pensieri sulla democrazia in Europa, trad. e editado por Salvo Mastellone, Feltrinelli, Milano, 2010, ISBN 978-88-07-82176-9.
- Andrea Tugnoli (editado por), Pintura moderna na Itália, Bolonha, CLUEB, 1993

### Edição nacional das obras
- Scritti editi ed inediti (Edizione nazionale degli scritti di Giuseppe Mazzini), Cooperativa Tipografico-editrice Paolo Galeati, Imola 1906-1943, voll. 94 (todos os 94 volumes podem ser encontrados digitalizados no Internet Archive) ad es. qui il vol. 1)

### Antologia de escritos
- Dal Risorgimento all'Europa Mursia ISBN 9788842548447